# South Nyack
South Nyack és una població dels Estats Units a l'estat de Nova York. Segons el cens del 2000 tenia 3.473 habitants.

## Demografia
Segons el cens del 2000, South Nyack tenia 3.473 habitants, 1.201 habitatges, i 690 famílies. La densitat de població era de 2.198,3 habitants per km².
Dels 1.201 habitatges en un 26,9% hi vivien nens de menys de 18 anys, en un 45,1% hi vivien parelles casades, en un 9,2% dones solteres, i en un 42,5% no eren unitats familiars. En el 31,3% dels habitatges hi vivien persones soles el 8,4% de les quals corresponia a persones de 65 anys o més que vivien soles. El nombre mitjà de persones vivint en cada habitatge era de 2,43 i el nombre mitjà de persones que vivien en cada família era de 3,1.
Per edats la població es repartia de la següent manera: un 18,3% tenia menys de 18 anys, un 20,5% entre 18 i 24, un 29,7% entre 25 i 44, un 20,8% de 45 a 60 i un 10,8% 65 anys o més.
L'edat mediana era de 32 anys. Per cada 100 dones de 18 o més anys hi havia 89,3 homes.
La renda mediana per habitatge era de 53.000 $ i la renda mediana per família de 62.262 $. Els homes tenien una renda mediana de 45.735 $ mentre que les dones 39.850 $. La renda per capita de la població era de 26.135 $. Entorn del 6,2% de les famílies i el 8,9% de la població estaven per davall del llindar de pobresa.